# Di vật

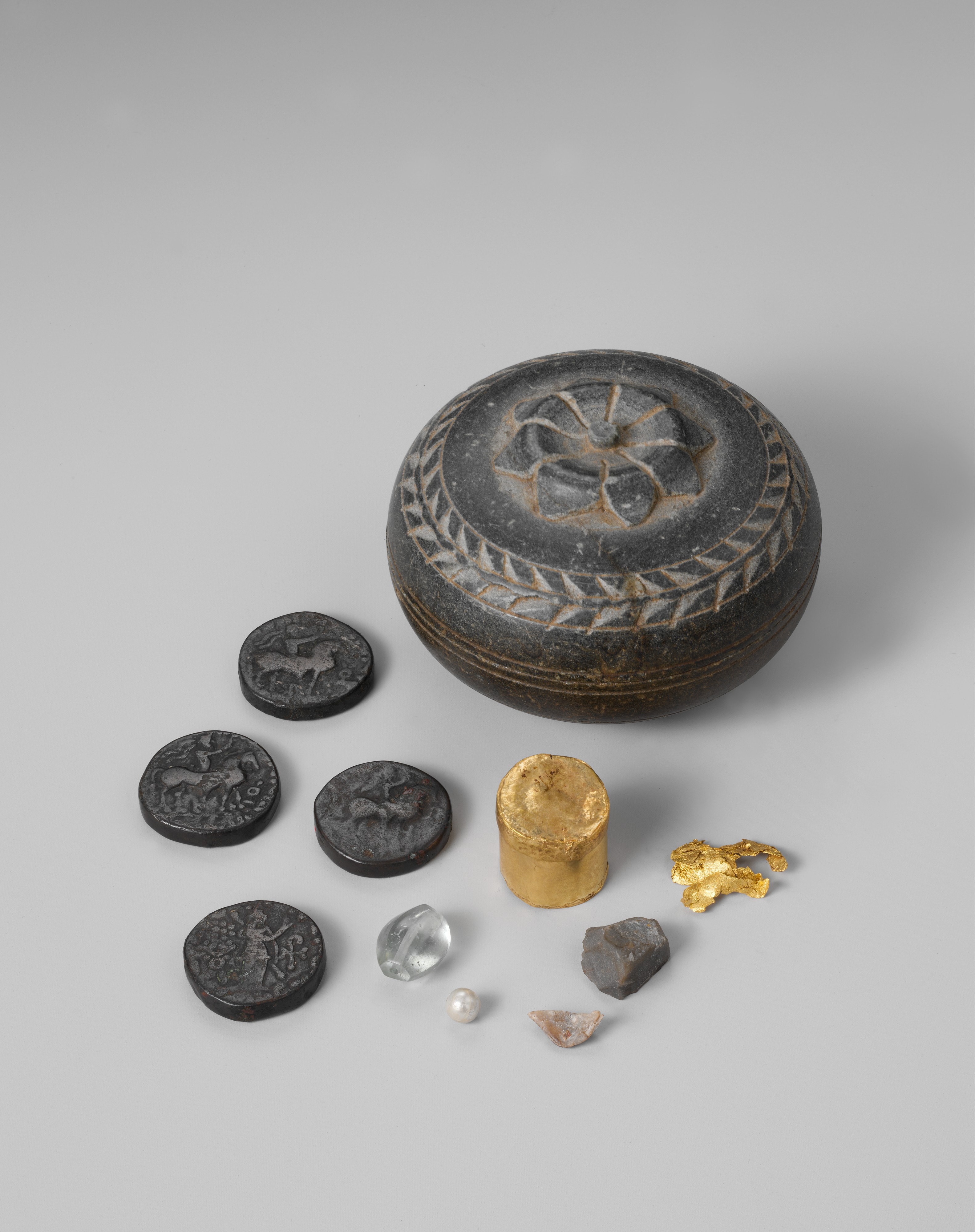
Những di vật Phật giáo

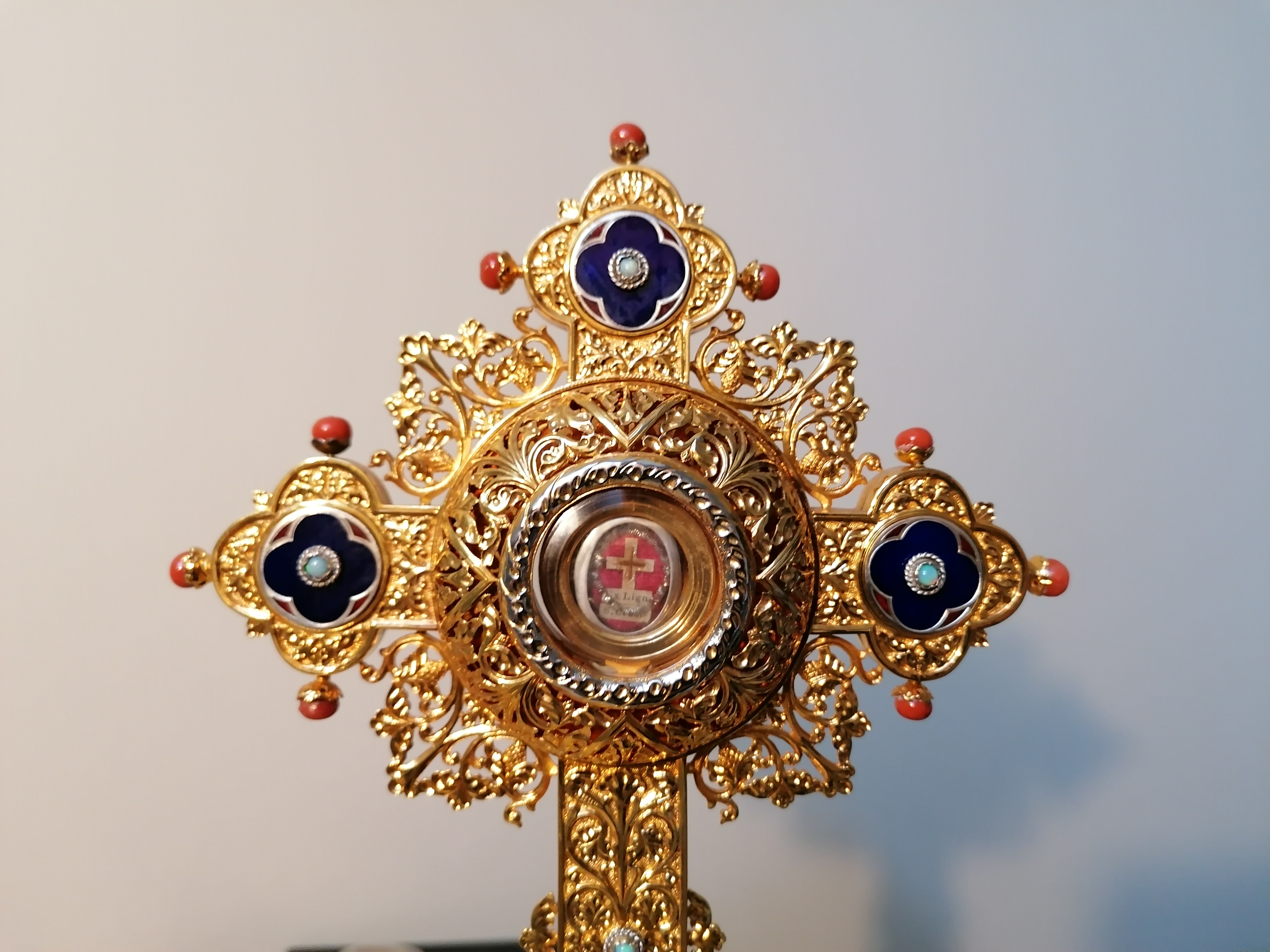
Một thánh tích Cơ Đốc giáo

Di vật (Tiếng Anh: Relic) hay thánh tích là một đồ vật hoặc vật phẩm có ý nghĩa tín ngưỡng tôn giáo trong quá khứ. Thánh tích thường bao gồm hài cốt (di hài) của một vị thánh hoặc người được tôn kính và được bảo quản cho mục đích tưởng nhớ như một đài tưởng niệm, những thánh tích, di vật còn sót lại qua thời gian ở những di chỉ khảo cổ (di tích) được gọi là tàn tích. Di tích là một khía cạnh quan trọng của một số hình thức tâm linh ở Phật giáo, Cơ đốc giáo, Hồi giáo, Shaman giáo, và nhiều tôn giáo khác. Trong Phật giáo, xá lợi của Đức Phật và các vị Đại thánh tăng được tôn kính gìn giữ, sau khi Đức Phật qua đời, di hài của Ngài sau khi an táng được chia thành tám phần, những di vật này được tôn trí trong các bảo tháp ở bất cứ nơi nào Phật giáo được truyền bá. Trong Kitô giáo, rước thánh tích là việc di dời (translatio) thánh vật từ địa phương này sang địa phương khác và thường chỉ việc di chuyển hài cốt của thánh Công giáo mới được coi trọng như vậy, với những di vật phụ như quần áo thì thực hiện theo quy trình ít nghi lễ hơn, việc rước thánh tích có thể đi kèm với nhiều hoạt động và thường liên quan đến toàn bộ cộng đồng và các quy trình này gọi là quy chuẩn địa phương.
Đối với Thiên Chúa giáo, thánh tích cũng có ý nghĩa quan trọng vì các thánh tích thu hút khách hành hương và những khách du lịch tâm linh này có nhu cầu ăn ở, mua quà lưu niệm, các thánh tích đã trở thành một nguồn thu nhập không chỉ cho các điểm đến lưu giữ chúng mà còn cho các tu viện, nhà thờ và thị trấn trên đường du lịch, các di vật là vật phẩm thánh hay vật phẩm phụng vụ được đánh giá cao bởi chúng có thể đem theo được do chúng có kích cỡ gọn nhỏ nên phổ biến như một mặt hàng lưu niệm. Những di vật có thể bị chiếm đoạt hoặc đánh cắp, làm giả và buôn lậu đồ cổ. Nếu thỉnh về thì những vật thánh tích này có thể làm tăng thêm giá trị hoặc cho thấy tầm quan trọng đối với một địa điểm cụ thể. Các món lễ vật được dâng cúng trong nghi lễ tại địa điểm hành hương là một nguồn thu quan trọng cho cộng đồng dân cư sở tại, những người đã tự thay mặt cho chư vị thần thánh để thâu nhận chúng sau khi đã được dâng cúng. Các di vật được dùng để chữa bệnh, tìm kiếm sự cầu khấn, cứu vớt khỏi nạn đói hoặc bệnh dịch, để tuyên thệ và gây áp lực cho các phe phái tham chiến phải hưu chiến trước sự hiện diện của những di vật linh thiêng. Các di vật lưu thông trên thị trường thương mại theo cùng các con đường buôn bán, sau đó là các món hàng xách tay khác.